# Microserica calapana
Microserica calapana är en skalbaggsart som beskrevs av Moser 1922. Microserica calapana ingår i släktet Microserica och familjen Melolonthidae. Inga underarter finns listade i Catalogue of Life.